# Luis de León
(Fray) Luis de León, latin nyelven:   (Belmonte, 1527 – Madrigal de las Altas Torres, 1591. augusztus 23.) spanyol vallásos költő, író, teológus, Ágoston-rendi szerzetes. Kora legképzettebb embereinek egyike. Költeményeivel megteremtette az ún. salamancai költői iskolát, értekezései a kasztíliai próza jeles alkotásai.

## Életútja
Cuenca tartomány Belmonte falujában született. Iskolái elvégzése után belépett a Szent Ágoston-rendbe. A salamancai, majd az alcalái egyetemen folytatott tanulmányokat, jeles teológussá képezte magát, elsajátította a héber, a latin és az ógörög nyelvet. 33 éves korában a Salamancai Egyetem tanára lett. 
Népszerűsége magára vonta két dominikánus szerzetes féltékenységét. Szemére vetették – később megcáfolt – zsidó származását, az Énekek énekének spanyolra fordítását (akkoriban a zsoltárokat még tiltották), majd belekötöttek a Vulgata egyes helyeinek szerintük pontatlan fordításába, illetve magyarázatába. Közel öt évet töltött az inkvizíció börtönében (1572–1576), míg végül fölmentették és visszahelyezték állásába. Később rendje fővikáriusává is kinevezték.

## Munkássága
Klasszikus műveltségű és finom ízlésű költő volt. Legtöbb versét még fiatal korában írta, ám azok nyomtatásban csak halála után negyven évvel jelentek meg és jelentős számú kiadást értek meg. Akárcsak Garcilaso de la Vega, úgy ő sem írt sokat, alig 30-40-re tehető eredeti verseinek száma. Köztük himnuszok, vallási, hazafias és bölcseleti ódák vannak, melyek a klasszikus formának a spanyol reneszánsz szellemében való térhódítását jelzik. Költeményeivel Luis de León megteremtette az ún. salamancai költői iskolát.
Teológusként a spanyol prózának is egyik kiemelkedő alkotója. Műveit tiszta, világos stílus, a képek és hasonlatok eredetisége jellemzi. Börtönében készítette párbeszédes formában írt vallásos értekezése, a De los Nombres de Cristo (Krisztus nevei)-nek első két részét (Barcelona, 1583). Ugyanabban az évben jelent meg Salamancában másik prózában írt műve, La Perfecta Casada (A tökéletes feleség). Mindkettő több kiadást, sőt az utóbbi két olasz fordítást is megért (1595–1598). Ávilai Szent Teréz műveihez írt előszava 1587-ből való.
Nemcsak költő, hanem jeles műfordítő és tudós is volt. Fordította Pindarosz, Vergilius, Horatius, Tibullus, Petrarca és Pietro Bembo műveit. Jób könyvének több része, az Énekek éneke és Alexandriai Szent Kelemennek a korintosziakhoz írt levele is az ő fordításában vált ismertté a spanyolok körében. Születésének 400 éves jubileumát 1928-ban szerte Spanyolországban megünnepelték. 
Munkáit először Francisco de Quevedo adta ki 1631-ben Madridban. Magyarra Kőrösi Albin ültette át néhány költeményét (A spanyol költészet gyöngyei Bp., 1895).

## Művei magyarul
- Poesías / Versek; ford. Simor András; Eötvös, Bp., 2002 (Eötvös klasszikusok)